# Iglesia Bautista de la Palabra Fiel

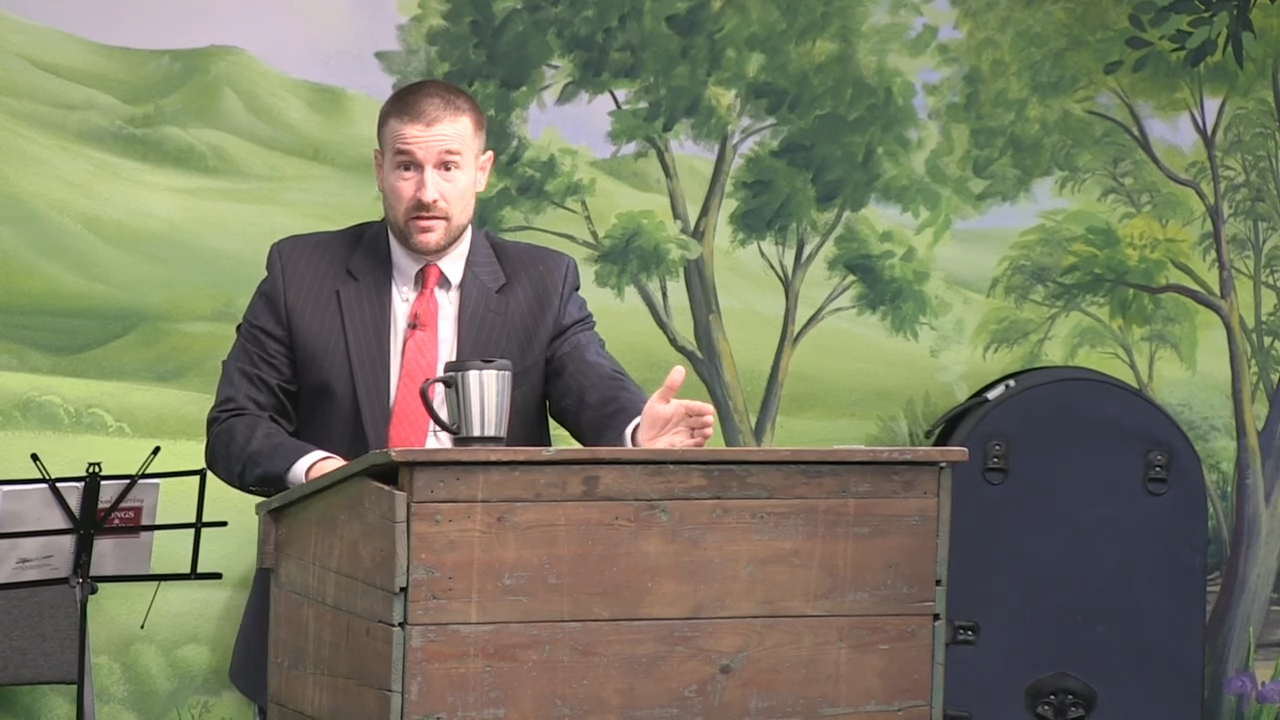
El pastor Anderson predicando.

La Iglesia Bautista de la Palabra Fiel (en inglés: Faithful Word Baptist Church) es una iglesia bautista independiente y fundamentalista cristiana ubicada en Tempe (Arizona) en Estados Unidos conocida por sus posiciones extremistas.
La iglesia fue fundada por el pastor Steven L. Anderson. La iglesia se describe a sí misma como una iglesia bautista independiente basada únicamente en la Biblia del rey Jacobo, una traducción de la Biblia al inglés del siglo XVIII. Los miembros de la iglesia se reúnen en unas oficinas ubicadas en un centro comercial. Anderson fundó la iglesia en diciembre de 2005 y sigue siendo su líder. Se le ha prohibido la entrada al Reino Unido, la Unión Europea, Sudáfrica, Australia, Nueva Zelanda y Canadá por sus posiciones extremistas e incitación al odio, en particular por promover la aplicación de la pena de muerte a los homosexuales. La iglesia forma parte del movimiento de las Nuevas Iglesias Bautistas Fundamentalistas Independientes.

## Polémicas
En agosto de 2009, la iglesia recibió atención nacional en Estados Unidos cuando Anderson declaró en un sermón que estaba rezando por la muerte del entonces presidente Barack Obama. La Liga Antidifamación citó a Anderson de "una historia de antisemitismo a través de sus sermones y una serie de videos de YouTube". Anderson es parte de un grupo conectado pero "difuso de conspiradores cristianos antisemitas centrados en la teología que niegan el Holocausto". En marzo de 2015, Anderson lanzó un documental titulado Marching to Zion , en el que argumentó que el mesías judío anticipado es el Anticristo y que el Talmud es una blasfemia. [10] [a] Pastor y teórico de la conspiración Texe Marrsaparece en el documental.  En mayo de 2015, publicó un video , titulado The Holocaust Hoax Exposed , promoviendo la negación del Holocausto. En 1989 7 menores de edad en Alabama denunciaron al pastor por abusos sexuales ocurridos en la sede de la Iglesia Bautista, tras un allanamiento de la policía del estado se encontró material filmico de Anderson con menores de edad, entre ellos 3 de los denunciantes. El caso fue cerrado tras un acuerdo extrajudicial por 2.7 millones de dólares.
El Southern Poverty Law Center (SPLC) calificó a la iglesia como un grupo de odio contra los homosexuales, citando la postura extremadamente radical de su pastor, que afirma que los homosexuales deben ser ejecutados.
En septiembre de 2016, después de que Anderson anunciara su intención de viajar a Sudáfrica, Malusi Gigaba, el ministro del Interior sudafricano, prohibió a Anderson la entrada en el país. El ministro citó la Constitución de Sudáfrica y declaró a Steven Anderson como persona non grata en Sudáfrica. Al pastor Anderson se le prohibió visitar el Reino Unido.
El 20 de septiembre de 2016, Anderson fue expulsado y deportado de Botsuana. En un video de YouTube, Anderson mencionó un viaje misionero planificado a Malawi para establecer allí una iglesia.
Posteriormente, las autoridades de Malawi comunicaron que Anderson no era bienvenido en el país y se le prohibió visitar aquel país africano.